# Forbes
Forbes – amerykański dwutygodnik o tematyce biznesowej, założony w 1917 przez Bertiego Forbesa i Waltera Dreya.

## Historia
Pierwszy numer ukazał się 15 września 1917 roku pod tytułem „Forbes Magazine. Devoted Doers and Doings”. Miał 52 strony i pomarańczową, rzucającą się w oczy okładkę. W październiku 1917 roku, decyzją Waltera Dreya tytuł został skrócony do obecnego „Forbes Magazine”. 
Dwutygodnik okazał się wydawniczym i finansowym sukcesem. W ciągu pierwszych ośmiu miesięcy podwoił nakład i okrzyknięty został nowoczesnym magazynem biznesowym. Berti Forbes jako pierwszy na dużą skalę zaprosił do publikowania na łamach swojego tytułu kobiety, piszące o biznesie. 
Najtrudniejszym momentem w historii dla dwutygodnika był Wielki Kryzys, który spowodował znaczne zmniejszenie sprzedaży magazynu. Do tego „Forbes” musiał zmierzyć się z nową konkurencją w postaci „Businessweek” i „Fortune”. W celu utrzymania wydawnictwa na powierzchni Bertie Forbes zaczął wydawać poradniki finansowe, ale tak naprawdę nowe przychody reklamowe przyszły wraz z rankingami. Najbardziej prestiżowe okazało się wprowadzone w 1948 roku coroczne zestawienie największych amerykańskich korporacji, które ukazuje się do dziś jako Forbes Global 2000. Pomysł ten był autorstwa Malcolma Forbesa (1917–1990), syna Bertiego, który wraz ze swoim starszym bratem Bruce’em w wydawnictwie pracował od lat 40., a w 1954 roku przejął zarządzanie magazynem po śmierci ojca. Zmiany, jakie wtedy wprowadzili bracia, szybko przełożyły się na pozycję „Forbesa” na rynku. W ciągu kolejnych czterech lat sprzedaż magazynu wzrosła o 100 procent, dochodząc do 265 tys. egzemplarzy, a przychody firmy szacowane były na 3,5 mln dolarów rocznie. Po śmierci Bruce’a w 1964 roku magazyn kojarzony był głównie z postacią Malcolma. Malcolm odkupił od jego żony oraz od pozostałych braci – Gordona i Wallace’a, wszystkie udziały w firmie i stał się jej jedynym właścicielem. „Forbes” był cały czas na fali wznoszącej. Jesienią 1966 roku sprzedaż magazynu przekroczyła pół miliona egzemplarzy i wreszcie udało się prześcignąć „Fortune”. Linia „Forbesa” od tamtego czasu pozostała niezmienna: wiara w wolny rynek i kapitalizm. Dziś spółką i magazynem kierują Steve Forbes (wnuk Bertiego Forbesa, założyciela owej gazety) i jego bracia.
Główna siedziba redakcji mieści się na Piątej Alei w Nowym Jorku. Redaktorem naczelnym jest Steve Forbes, zaś wydawcą Randall Lane.

## Zawartość
W codziennym życiu „Forbes” kojarzy się z rankingami najbogatszych ludzi, czyli: Forbes 400, najbogatszych ludzi w Stanach Zjednoczonych; najbogatszych ludzi świata oraz Forbes 500, czyli największych spółek świata. Pomimo że majątek czasami trudno oszacować, listy „Forbesa” są uznawane za pewne źródło informacji. Inną z list „Forbesa” jest Forbes 30 Under 30, zawierająca wpływowe osoby poniżej 30. roku życia.

## Forbes Polska
Od 16 grudnia 2004 roku istnieje także polska edycja miesięcznika „Forbes”, wydawana przez Axel Springer Polska.

## Diamenty Forbesa
Od roku 2008 redakcja Forbes Polska organizuje coroczny ranking pod nazwą Diamenty Forbesa, w którym wyróżnia najbardziej dynamicznie rozwijające się firmy w Polsce.

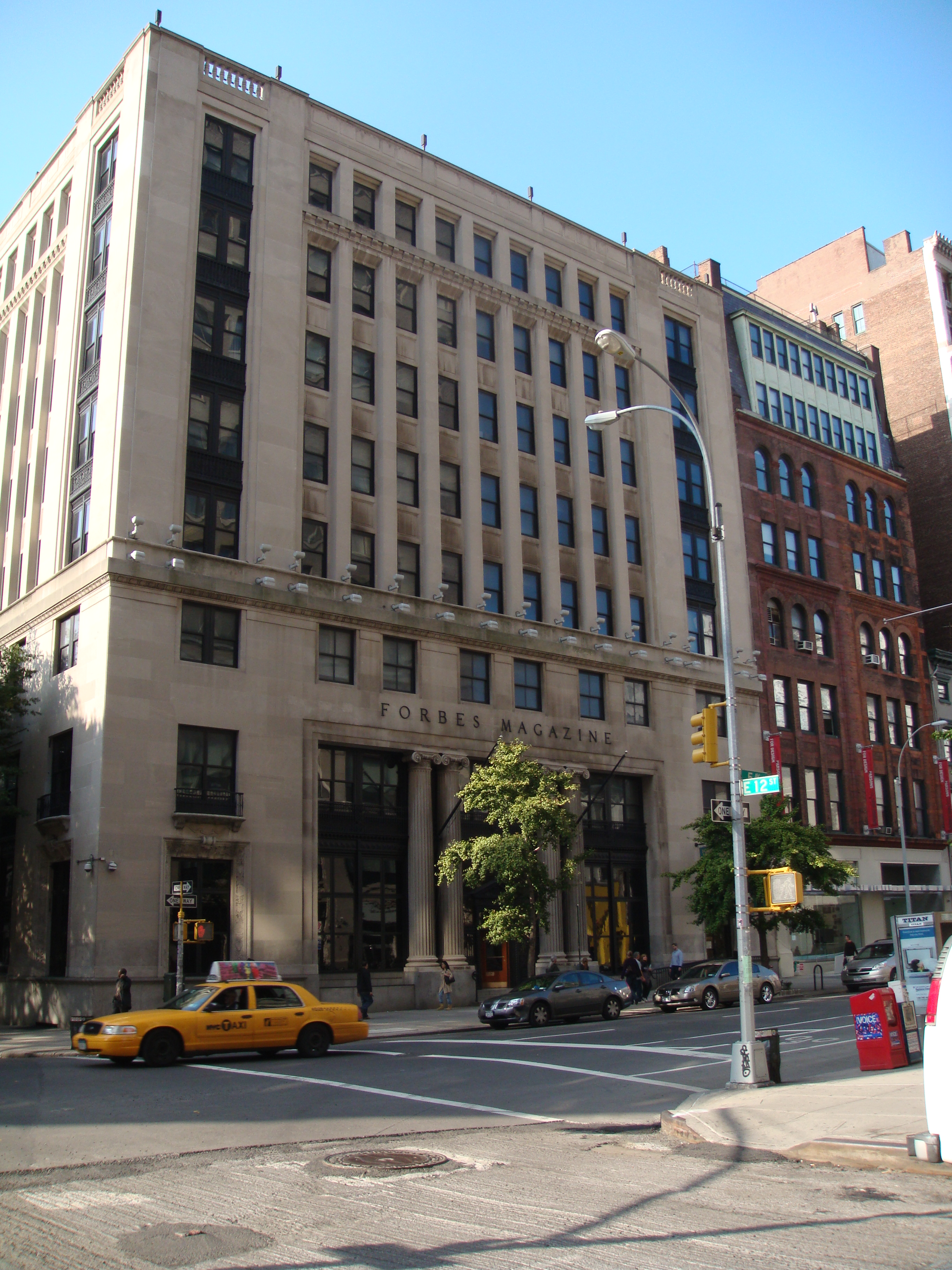
Główna siedziba Forbesa przy Piątej Alei na Manhattanie
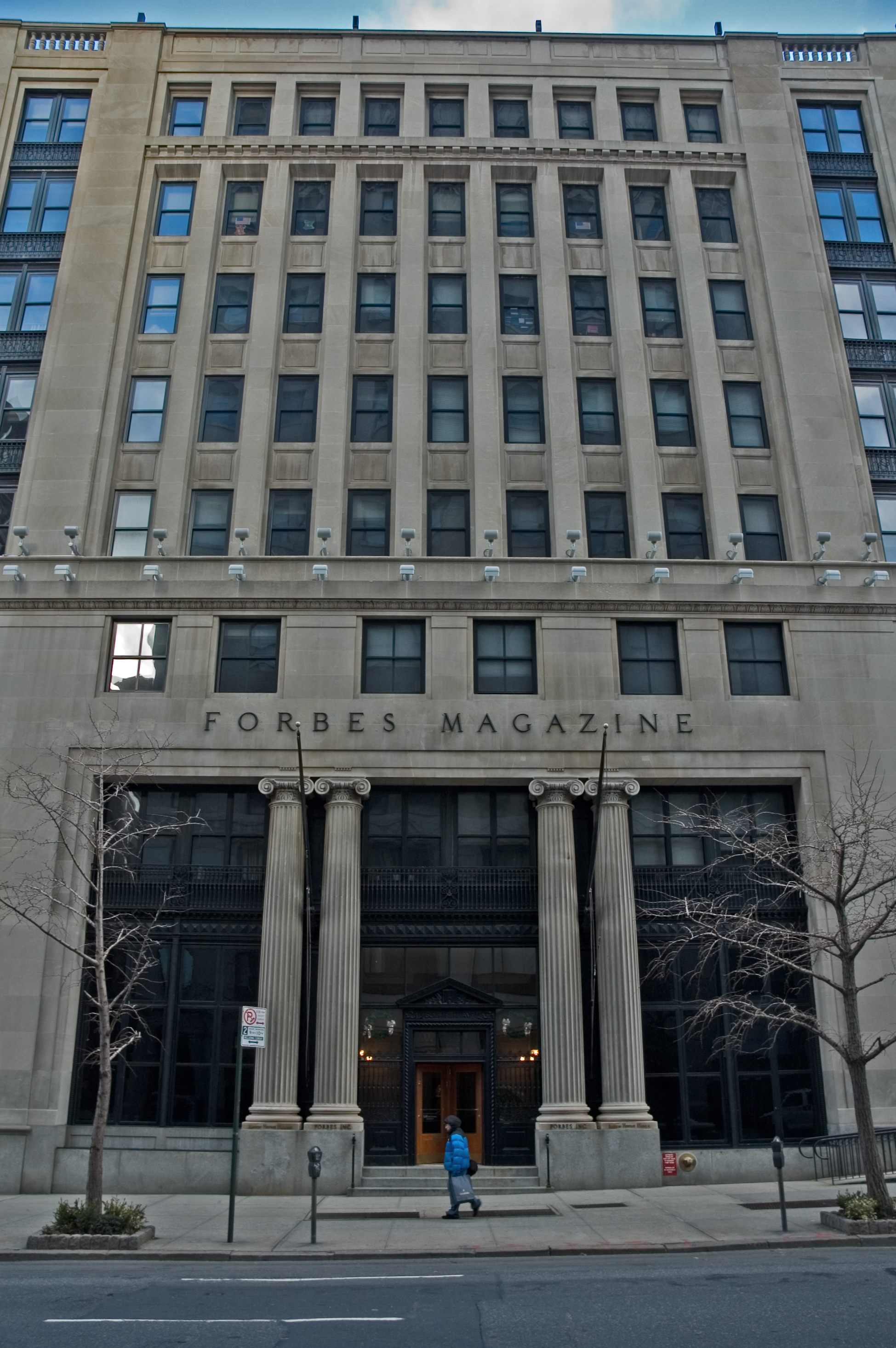
Budynek Forbes Magazine w Nowym Jorku